# Sindromul Cushing
Sindromul Cushing, cunoscut și sub denumirea de hipercortizolism, Sindromul Itsenko-Cushing, și hiperadrenocorticism, reprezintă o colecție de semne și simptome din cauza expunerii prelungite la cortizol.

## Simptome
Semnele și simptomele pot include: obezitate la nivel abdominal însoțită de mâini și picioare subțiri, față rotundă și roșie, o bulă de grăsime formată între umeri, mușchi și oase slăbite, acnee, vergeturi roșiatice și piele fragilă care se vindecă necorespunzător. Femeile ar putea constata pilozitate crescută și menstruație neregulată. ]]. Ocazional pot apărea modificări ale stării de spirit, dureri de cap și senzație cronică de oboseală.

## Cauze și diagnostic
Sindromul Cushing are două motive principale la bază: administrarea excesivă de medicamente asemănătoare cortizolului, cum ar fi prednison sau otumoră care fie produce sau conduce la producerea excesivă de cortizol de către glandele suprarenale. Cazurile determinate de un adenom hipofizar sunt cunoscute drept boala Cushing. Aceasta este a doua cauză ca frecvență a sindromului Cushing după medicație. O serie de alte tumori pot provoca, de asemenea, boala Cushing. Unele dintre acestea sunt asociate cu afecțiuni moștenite cum ar fi neoplazii endocrine multiple de tip 1 și complexul Carney. Diagnosticarea necesită un număr de pași. Primul pas este verificarea medicamentelor pe care le ia persoana în cauză. Al doilea pas este reprezentat de măsurarea nivelurilor de cortizol din urină, salivă sau sânge după administrarea dexametazonă. Dacă acest test este anormal, cortizolul poate fi măsurat târziu noaptea. În cazul în care nivelul de cortizol rămâne ridicat, ar putea fi necesară testarea sângelui pentru determinarea ACTH pentru a afla dacă hipofiza este implicată.

## Tratament
Majoritatea cazurilor pot fi tratate și vindecate. Ca urmare a medicamentelor, evoluția poate fi oprită lent. Boala cauzată de o tumoare poate fi tratată printr-o combinație de intervenții chirurgicale, chimioterapie sau radiații. În cazul în care hipofiza a fost afectată, pot fi necesare alte medicamente pentru înlocuirea funcției pierdute. Cu tratament, speranța de viață este de obicei normală. Unele persoane pentru care intervenția chirurgicală nu a putut elimina întreaga tumoare prezintă un risc crescut de deces.

## Epidemiologie, istoric și alte animale
Aproximativ două până la trei persoane dintr-un milion sunt afectate în fiecare an. Boala afectează cel mai frecvent persoanele cu vârsta cuprinsă între 20 și 50 de ani. Femeile sunt afectate de trei ori mai mult decât bărbații. Cu toate acestea, un nivel redus de producere în exces a cortizolului, fără simptome evidente, este mai frecvent. Sindromul Cushing a fost descris pentru prima dată de Harvey Cushing în 1932. Sindromul Cushing poate apărea și la unele animale, inclusiv pisici, câini și cai.

## Legături externe
- en Information from Epg Online